# EnVision (Raumsonde)
EnVision ist eine geplante Mission der Europäischen Weltraumorganisation (ESA) zur geologischen Untersuchung des Planeten Venus und seiner Atmosphäre. Dafür ist EnVision mit Radarinstrumenten, die die Oberfläche kartieren und die unterirdischen Schichten des Planeten abbilden, mehreren Spektrometern, die die Zusammensetzung von Atmosphäre und Oberfläche analysieren, sowie einem radiowissenschaftlichen Experiment zur Untersuchung des Schwerefelds der Venus ausgerüstet. Insbesondere zur Entwicklung, der geologischen Aktivität und dem Klima der Venus sollen durch EnVision Daten gesammelt werden, wobei die Sonde sowohl das Innere als auch die Oberfläche und die Atmosphäre des Planeten untersuchen wird.
Die Sonde ist Teil des Programms Cosmic Vision der ESA. Die Weltraumorganisation kooperiert bei dieser Mission mit der US-amerikanischen Raumfahrtbehörde NASA, die das Radarinstrument Venus Synthetic Aperture Radar bereitstellt. Die anderen Instrumente werden von europäischen Institutionen wie dem DLR oder der Universität Trient entwickelt. EnVision soll frühestens im Jahr 2031 mit der europäischen Trägerrakete Ariane 6 gestartet werden.

## Planung und Bau
Im Jahr 2012 rechnete man 2022 mit einem Start von EnVision. Dieser sollte ursprünglich mit einer Sojus-Fregat erfolgen. Im Rahmen des ESA-Programms Cosmic Vision 2015–2025, das 2005 ins Leben gerufen wurde, wurden mehrere Missionen zur Untersuchung des Weltraums ausgewählt. Diese sind in verschiedene Missionsklassen unterteilt. Im April 2016 veröffentlichte die ESA einen Aufruf zur Einreichung von Vorschlägen für eine fünfte Mission mittleren Umfangs (Klasse M-Mission) für Cosmic Vision. EnVision wurde zusammen mit den Weltraumteleskopen THESEUS und SPICA als Kandidaten für die Mission benannt, von denen schließlich EnVision und THESEUS in die engere Auswahl aufgenommen wurden. Am 10. Juni 2021 wurde EnVision für das Programm ausgewählt.
Nach der Auswahl für das Programm startete die Definition Phase für die Mission, in der die Sonde und ihre Instrumente ausgearbeitet wurden. Unter anderem war der deutsche Raumfahrtkonzern OHB an der Entwicklungsphase beteiligt. In diesem Zeitraum wurde ein detailliertes Missionsprofil ausgearbeitet. Diese Phase wurde Anfang 2024 abgeschlossen, als die Mission offiziell vom Science Programme Committee der ESA angenommen wurde. Der Bau der Sonde wurde im Januar 2025 an Thales Alenia Space als Hauptauftragnehmer mit einem Umfang von 367 Millionen Euro vergeben. Außerdem wurde OHB als Subauftragnehmer ausgewählt und soll Systeme für Mechanik, Antrieb und Thermik bereitstellen.

## Mission

### Forschungsziele

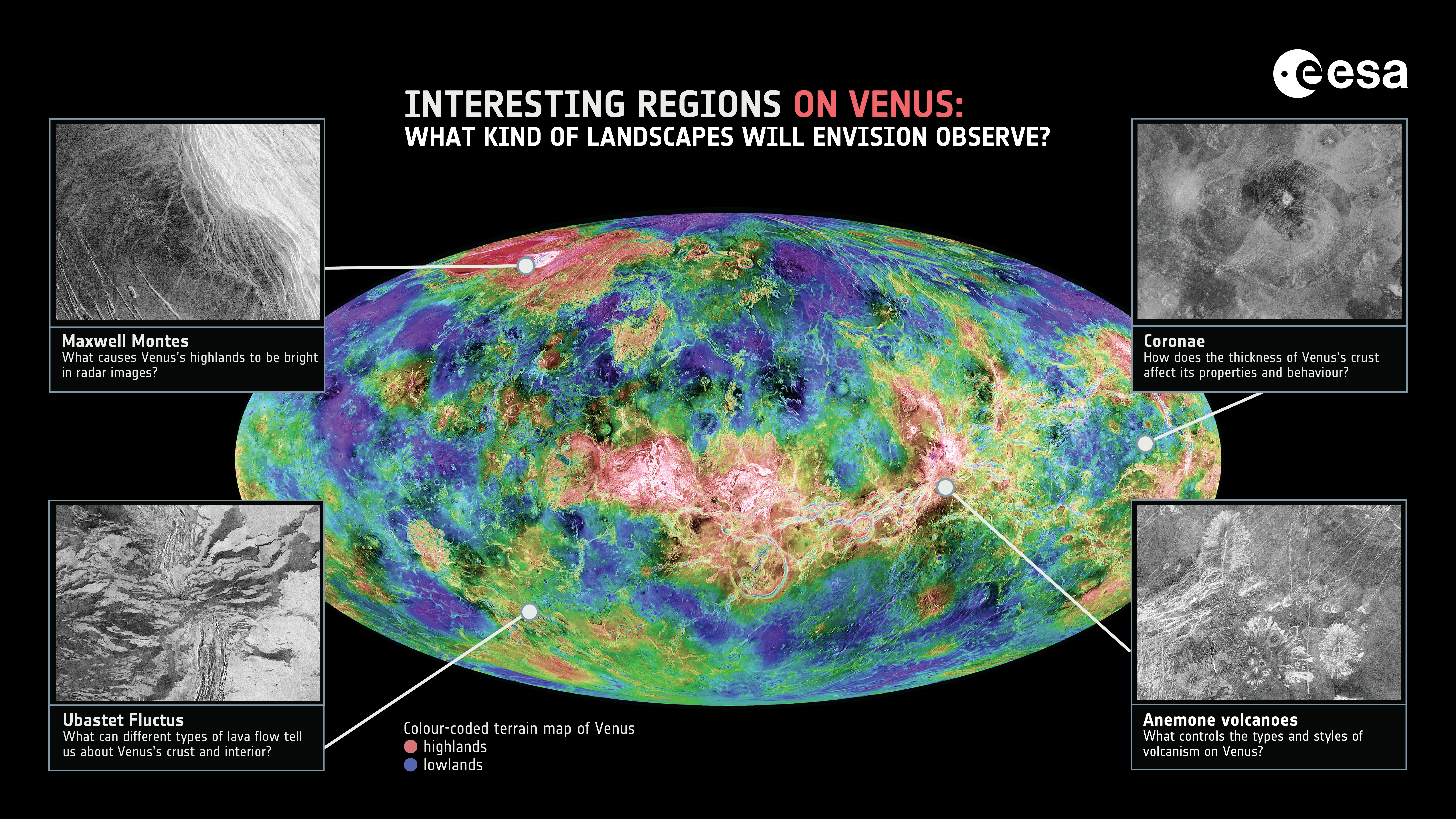
Ausgewählte Bereiche der Venus zur genaueren Untersuchung durch EnVision

Zusammen mit der Venussonde Veritas der NASA soll EnVision eine umfassende wissenschaftliche Untersuchung der Venus bieten. Die beiden Orbiter verfügen zum Teil über dieselben Instrumente. Im Unterschied zu Veritas, welche den gesamten Planeten mit grober Auflösung kartieren soll, wird EnVision kleinere Bereiche mit einer Auflösung von bis zu einem Meter abbilden. Dabei könnten einige Lander der Sowjetunion auf den Bildern zu erkennen sein. Geplant ist, dass EnVision nach Veritas die Venus erreicht und dort gezielt Bereiche des Planeten untersucht, die durch Veritas vorher als potenzielles Ziel genauerer Forschungen ausgewählt wurden. Da Daten früherer Venussonden wie Magellan nur eingeschränkt genau und umfassend sind, sollen Veritas und EnVision detailliertere Bilder der Venusoberfläche liefern, die besser zur Untersuchung der vulkanischen Aktivitäten geeignet sind. Weiterhin könnten die Daten zur besseren Untersuchung der Tektonik der Venus dienen. Als erdähnlicher Planet im Sonnensystem, der sich jedoch sehr unterschiedlich zur Erde entwickelte, ist die Venus Ort für Forschungen zur Bewohnbarkeit von Planeten. Die beiden Sonden dienen dazu, die Unterschiede in der Entwicklung der beiden Planeten aufzuzeigen.
Optische Instrumente durchdringen nicht die dichte Atmosphäre. Die Sonde verfügt über Instrumente in den Bereichen Radarbildgebung, Radarpolarimetrie und Radiometrie, Infrarot- und UV-Spektrometrie. Diese können sowohl das Innere des Planeten als auch seine Oberfläche und die Atmosphäre sowie die Wechselwirkungen zwischen den verschiedenen Schichten des Planeten analysieren. Damit soll die Mission eine ganzheitliche Untersuchung der Venus ermöglichen, die auch die Entwicklung und das Klima auf dem Planeten berücksichtigt. Dabei stehen vor allem folgende Aspekte im Vordergrund:
- Entwicklung der Oberfläche und des Inneren
- geologische und tektonische Aktivitäten zurzeit und früher
- Einfluss von geologischen Prozessen auf Atmosphäre und Klima
- Vorhandensein von Ozeanen oder Wasser
- Verlust von Wärme und Treibhauseffekt

Für die geomorphologische Untersuchung der geologischen Prozesse auf der Venus verwendet die Sonde von einer polaren Umlaufbahn SAR-Bildgebungs- und Entfernungsmessverfahren. Mit Messungen im Nahinfrarot- und im Mikrowellenbereich wird die vulkanische Aktivität des Planeten analysiert. Die Kartierung des Emissionsgrads verschiedener Wellenlängen geschieht mithilfe von Spektrometrie und trägt zur Untersuchung der Oberflächenzusammensetzung bei. Weiterhin sucht die Sonde nach vulkanischen Gasen wie Schwefeldioxid und Carbonylsulfid und deren Kollokation mit anderen Merkmalen von aktiven geologischen Regionen. Weiterhin soll EnVision mindestens 50 % des Schwerefelds der Venus kartieren. Dabei soll die Sonde die Love-Zahl k2 mit einer Genauigkeit von ±0,01 bestimmen. So sollen die Größe und Zusammensetzung des Kerns und des Mantels der Venus eingegrenzt werden.

### Aufbau
EnVision wird eine dreiachsenstabilisierte Sonde mit einer Startmasse von etwa 1350 kg und einer Leistungsaufnahme von 2,8 kW sein. Die Primärstruktur der Sonde besteht aus einem zentralen rohrförmigen Element, mit einer Verbindungsstelle mit der Trägerrakete, einem Tubus und davon ausgehenden Querstegen. Zusammen mit der Sekundärstruktur, an der die Instrumente angebracht sind, ist die Sonde drei Meter hoch und jeweils zwei Meter breit und tief. Das Panel in Nadir-Richtung (+x-Richtung) trägt das Venus Spectrometer und das Radio Science Experiment. Das Panel in die entgegensetzte Richtung beherbergt den Adapterring zur Verbindung mit der Trägerrakete sowie das Haupttriebwerk der Sonde. In +y- und -y-Richtung liegen die Befestigungen der Solarmodule. Auf dem in +z-Richtung verlaufendem Panel befindet sich eine Antenne für X- und Ka-Band. In -y-Richtung sind die Instrumente angebracht, die thermisch empfindlich sind. Für die Atmosphärenbremsung verfügt die Sonde über eine effektive Widerstandsfläche von 30 m2, die vor allem aus den Solarmodulen, der -x-Seite und seitlichen Seite der Antenne besteht. Somit verfügt die Sonde bei Beginn des Manövers über einen ballistischen Koeffizienten von etwa 25 kg/m2. Für die thermische Regulierung der Sonde werden vor allem passive Kühlelemente wie Reflektoren oder Multilayer Insulation verwendet. Zudem kommen aktive Heizelemente zum Einsatz.
Das Kontrollsystem der Sonde besteht aus Sternsensoren, die die Fluglage bestimmen, und einer inertialen Messeinheit, die Drehrate und Beschleunigung der Sonde feststellt. Zwei redundante Sonnensensoren sorgen für die Aufrechterhaltung der Ausrichtung der Sonde relativ zur Sonne. Weiterhin wird ein Attitude Determination and Control System mit vier Reaktionsrädern verwendet, das für die Lage- und Bahnregelung der Sonde sorgt. Angetrieben wird die Sonde von einem Gemisch aus MON und Methylhydrazin. Als Haupttriebwerk soll ein LEROS-4-Triebwerk mit 1 kN Schubkraft und zwei redundanten Sätzen von acht RCS-Triebwerken mit 10 N Schubkraft, die für Bahnkorrekturmanöver verwendet werden. Die maximal benötigte Geschwindigkeit, die von den Triebwerken erbracht werden muss, beträgt 1700 m/s. Der Treibstofftank befindet sich im zentralen rohrförmigen Element. Für die Stromversorgung wird eine Lithiumionenbatterie genutzt, die insgesamt 10.000 Wattstunden an Energie liefern kann. Die Solaranlage besteht aus zwei Flügeln mit je drei Paneelen und hat eine Fläche von insgesamt 15 m2. Die Abmessungen der Module sind so gewählt, dass auch bei ungünstigen Positionen zur Sonne alle geplanten Operationen durchgeführt werden können und sie zur Atmosphärenbremsung beitragen können.
Als Kommunikationssystem wird ein X-Band-Uplink für den Empfang von Fernsteuerungsbefehlen und die Entfernungsmessung, ein X-Band-Downlink für Übertragung von Telemetriedaten sowie ein Ka-Band-Downlink für die Übertragung von Messdaten. Dafür wird eine Antenne mit einem Durchmesser von 2,5 m und hohem Gewinn eingesetzt. Diese wird durch mehrere Antennen mit niedrigem Gewinn ergänzt. Für das Ka-Band wird weiterhin eine Wanderfeldröhre zur Verstärkung der Signale verwendet. Die Sonde soll durchschnittlich 9,3 Stunden pro Tag mit Deep-Space-Stationen in Kontakt stehen. Dabei wird auf das Funkstationennetzwerk ESTRACK der ESA zurückgegriffen.

### Ablauf
Die Mission ist so konzipiert, dass alle auf der Sonde mitgeführten Instrumente Messungen durchführen können und mehrfach Beobachtungen abschließen können. Dabei stellen die unterschiedlichen Anforderungen der Instrumente eine Herausforderung dar. So kann der Infrared Mapper nur auf der Schattenseite der Venus arbeiten, während das VenSpec-U auf der Tagseite zum Einsatz kommen muss. Außerdem musste der Kostenaufwand den anderen M-Missionen von Cosmic Vision ungefähr entsprechen. Das geplante Zeitfenster für den Start öffnet sich im November 2031 für etwa 20 Tage. Während dieses Zeitraums gibt es eine Startmöglichkeit pro Tag. Danach kann die Mission etwa jedes halbe Jahr starten.
Als Trägerrakete für EnVision wurde die europäische Ariane 6 in der Konfiguration mit zwei Feststoffboostern (Ariane 62) ausgewählt. 36 Minuten nach dem Start soll EnVision sich, nachdem das Vinci-Triebwerk der Oberstufe für 13 Minuten lief, mit einer Geschwindigkeit von 2,35 m/s und einer Deklination von −4° von der Oberstufe der Rakete trennen. Nach der Trennung beginnt die sogenannte Launch Early Operations Phase (LEOP), während der die Solarmodule entfaltet werden und kleine Bahnkorrekturen vorgenommen werden. Diese Phase soll etwa drei Tage dauern. Der geplante Ablauf für den Venustransfer besteht aus einem direkten Flug ohne Swing-by mit der Erde und dauert etwa 15 Monate. 45 Tage nach dem Eintritt der Sonde in den Orbit der Venus soll die Atmosphärenbremsung beginnen. Diese besteht aus mehreren Tausend Revolutionen, bei denen durch die Periapsis zunächst in den höheren Ebenen der Atmosphären liegt, sodass die Apoapsis aufgrund des Strömungswiderstands der Atmosphäre mit jedem Umlauf verringert wird. Dieses Manöver soll 16 Monate dauern, wobei EnVision die Atmosphäre etwa 2000-mal durchläuft.
Geplant ist, dass die Umlaufbahn der Sonde am Ende der Atmosphärenbremsung eine Apoapsis von 500 km Höhe aufweist und die Periapsis vor dem Beginn der wissenschaftlichen Experimente angehoben wird. Die Umlaufbahn soll dabei eine Neigung zwischen 87 und 89° und eine Höhe von 220 bis 510 km über dem Boden aufweisen, was eine Umlaufzeit von circa 92 Minuten bedeuten würde. Dabei erfordert das Radio Science Experiment eine „quasi-polare“ Umlaufbahn, während das Venus Synthetic Aperture Radar unter einer Höhe von 500 km Messungen durchführten muss. Die Phase für wissenschaftliche Untersuchungen soll sechs siderische Tage der Venus – also etwa vier Erdenjahre – dauern. Während Phase der Messungen soll die Apoapsis nicht weiter kontrolliert werden, sodass sie abnehmen wird. Nach dem Ende der Mission wird die Sonde abgeschaltet und tritt weiter in die Atmosphäre ein, was dazu führt, dass sie schlussendlich in der Atmosphäre verglüht.
Die Mission kann ebenfalls mit anderen Startbedingungen, wie einem kürzeren Transfer und einer längeren Atmosphärenbremsung, erfolgreich absolviert werden. Alternativ zum geplanten Transfer, besteht die Möglichkeit eines längeren Transfers mit ein Swing-by mit der Erde.

## Instrumente

### Venus Synthetic Aperture Radar

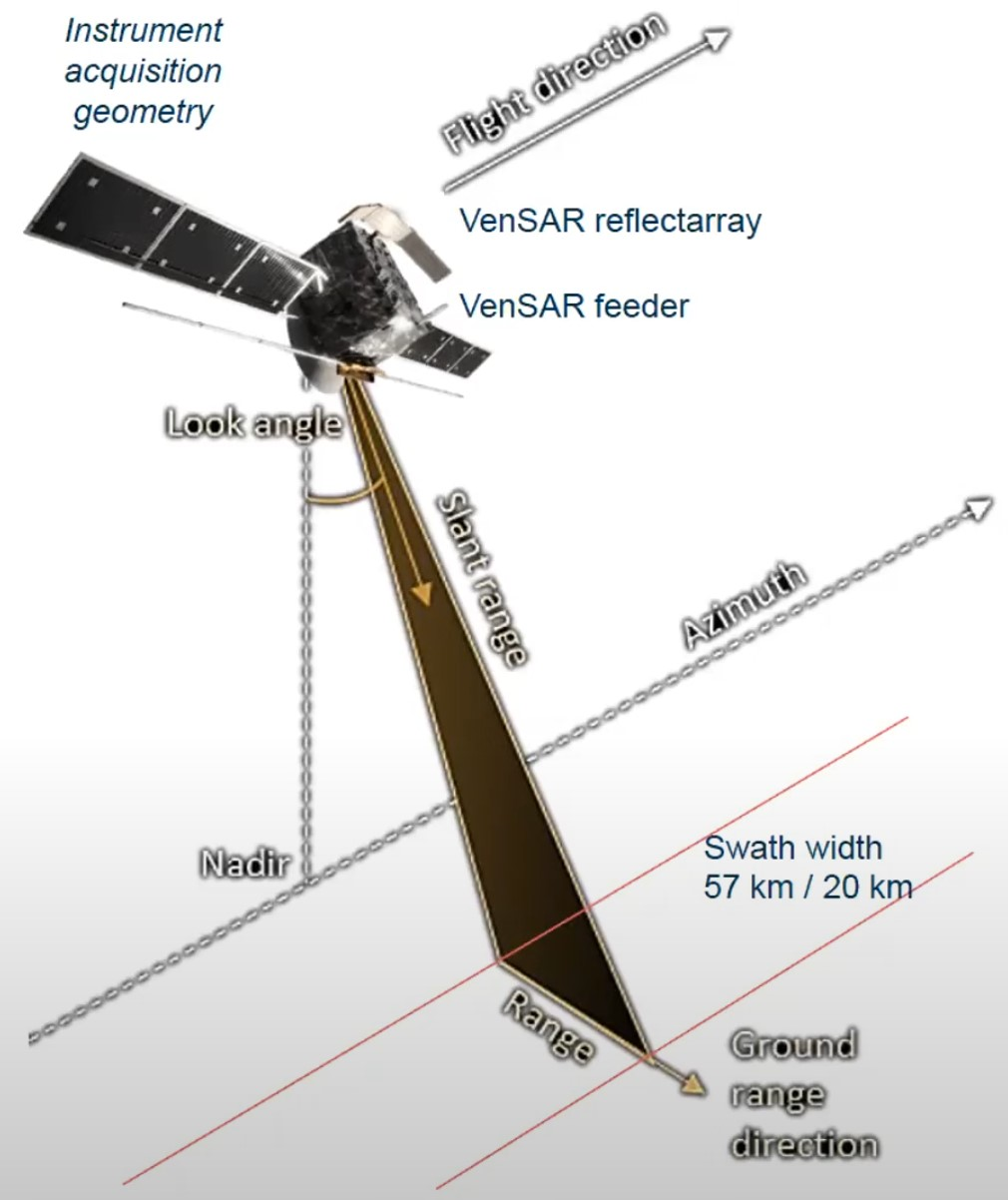
Funktionsweise von VenSAR

Das Venus Synthetic Aperture Radar (VenSAR, deutsch etwa „Venus-Radar mit synthetischer Apertur“) ist ein Radar, das ausgewählte Regionen der Venus mit einer Auflösung zwischen 30 und 10 Metern pro Pixel abbilden soll. Dabei soll die Oberflächenstratigraphie rekonstruiert werden und Verbindungen zwischen verschiedenen Schichten der Oberfläche hergestellt werden. Mithilfe der Untersuchung von zwei verschiedenen Einfallswinkeln aus sollen die Messungen in ein digitales Höhenmodell bestimmter Gebiete festgehalten werden. Weiterhin sollen durch die Ergebnisse aus der Polarisation mit horizontal gesendeten und vertikal empfangenen sowie horizontal gesendete und empfangene elektromagnetische Wellen und dem Einsatz von passiver Radiometrie, der Emissionsgrad und die Rauheit der Oberfläche bestimmt werden. Mittels eines Vergleichs der Daten von VenSAR und Magellan könnten vulkanische und tektonische Veränderungen über einen Zeitraum von Jahrzehnten bestimmt werden. Um die Topografie der Venus mithilfe der Messungen von VenSAR abzubilden, werden in der Radargrammetrie Bildverschiebungen oder Parallaxenmessungen zwischen Radarbilder aus verschiedenen Einfallswinkeln analysiert. Die begrenzte Ausleuchtungszone der Sonde ermöglicht eine vertikale Auflösung von 2,5 m und einer räumlichen Auflösung von 4 km. Somit sollen die von VenSAR gesammelten Daten von der Qualität her mit Erdbeobachtungsdaten vergleichbar sein. Die Technologie dieses Instruments basiert zum Teil auf früheren Missionen wie NISAR und SWOT. Die Schaltkreise für den Waveform-Generator wurden unter anderem beim Radar for Europa Assessment and Sounding: Ocean to Near-surface (REASON) auf der NASA-Sonde Europa Clipper eingesetzt.
An der Entwicklung von VenSAR sind hauptsächlich das Jet Propulsion Laboratory der NASA und das California Institute of Technology beteiligt. Leitender Wissenschaftler ist Scott Hensley vom JPL. Das Radarsystem besteht aus einer Reflektorantenne, einem Hochfrequenz-Untersystem und der Digital Electronics Assembly (DEA). Die Antenne besteht aus einer 5,8 m × 0,7 m großen Reflektorantenne und einer 2,75 m entfernten Speisevorrichtung. Die Antenne ist dabei annähernd ein Parabolspiegel, was zu einer verbesserten Leistung der Nebenkeulen führt. Die Antenne besteht aus drei 2,0 m × 0,7 m großen Paneelen, die erst zusammengeklappt sind und nach dem Start ausklappen. Beleuchtet wird der Reflektor von einer Wellenleiter mit einer prognostizierten Verstärkung von 33,9 dB. Mit dem Radar können zwei verschiedene Bandbreiten abgedeckt werden. Ein Modus mit 15,5 MHz dient der Erstellung von Karten mit einer Auflösung von 30 m/px, während der 60-MHz-Modus für eine Auflösung von 10 m/px. Die Auflösung von 30 m soll etwa 27 % der Oberfläche abdecken und 2 % mit der 10-m-Auflösung. Die Antenne arbeitet bei Einfallswinkeln zwischen 20 und 40°. Dabei sendet das Radar mit horizontaler Polarisation und kann sowohl horizontale (HH) als auch vertikale Polarisation (HV) empfangen. Weiterhin kann es in Nadir-Richtung ausgerichtet werden, um topografische Messungen vorzunehmen.
Das Hochfrequenz-Untersystem besteht aus einem Frequenzsynthesizer, Aufwärtswandler, HF-Empfänger, Abwärtswandler, Festkörper-Leistungsverstärker und einem System zur Energiespeicherung. Das System basiert auf dem Erdbeobachtungssatellit Soil Moisture Active Passive der NASA, wobei der dort verwendete Chirp-Generator durch einen Waveform-Generator ausgetauscht wurde. Der Frequenzsynthesizer soll auf einem temperaturkompensierten Oszillator mit 10 MHz basieren. Von dieser Hauptfrequenz wird ein 400-MHz-Taktsignal als Takt für den Digital-Analog-Umsetzer im Waveform-Generator abgeleitet. Über das System zur Energiespeicherung wird die von der Sonde erzeugte Spannung in eine für den Festkörper-Leistungsverstärker passende Spannung umgewandelt. Die DEA befindet sich in einem Bauelement mit einer Masse von etwa 15 kg. Innerhalb der Einheit werden die rückläufigen Radarsignale durch einen Analog-Digital-Umsetzer digitalisiert. Dieser verfügt über eine Abtastrate von 200 MSPS (Mega-Samples Per Second). Die daraus resultierenden Daten werden dezimiert, komprimiert und auf den Massenspeicher der Sonde übertragen. Die digitale Signalverarbeitung wird auf einem Field Programmable Gate Array stattfinden. Weitere Aufgaben der DEA umfassen die Systemsteuerung, Zeitmessung, Telemetrieerfassung und die Umwandlung zu Gleichstrom.

### Subsurface Radar Sounder
Das Subsurface Radar Sounder (SRS, deutsch etwa „Untergrund-Radarsonde“) ist ein Radarinstrument, das zur Untersuchung der unterirdischen Schichten der Venus verwendet wird. Dafür sendet es niederfrequente Radiowellen aus, die in den Untergrund eindringen, dort mit den Gesteinsschichten wechselwirken und zurück zum SRS reflektiert werden. Durch die Untersuchung der Veränderungen des empfangenen Signals, lässt sich die Beschaffenheit des Untergrunds in einem Radargramm abbilden. Ziel des SRS ist es, grundlegende Informationen über die Geologie des Untergrunds der Venus zu sammeln und so die geodynamische Entwicklung der Venusoberfläche und des Venusinneren nachzuvollziehen. Insbesondere die Analyse von vergrabenen Kratern und Bänke, der Beschaffenheit der Tesserae-Hochlagen und den Grenzen zwischen verschiedenen Schichten. Weiterhin kann das SRS die Eigenschaften der Oberfläche der Venus wie Rauheit, Zusammensetzung und dielektrische Eigenschaften untersuchen, die sich nicht durch das VenSAR ermitteln lassen. Das Instrument basiert auf schon existierenden Untergrundradaren wie MARSIS oder SHARAD an Bord des Mars Reconnaissance Orbiter sowie hauptsächlich auf RIME als Teil von JUICE.
Für die Entwicklung von SRS ist die Universität Trient zuständig, wobei Lorenzo Bruzzone das Team leitet. Das SRS untersucht den Untergrund in einer Tiefe von mehreren Hundert bis zu 1000 Metern mit einer vertikalen Auflösung von 20 m. Bei der Wahl der Frequenz des Geräts wurden die verschiedenen Materialien wie Basalt, Granit und Rhyolith sowie die Störungen der Signale durch die Ionosphäre berücksichtigt. So wurde eine Mittenfrequenz von 9 MHz bei einer Bandbreite von 5 bis 6 MHz ausgewählt. Die maximale Strahlungsleistung des Instruments beträgt 200 W, während der durchschnittliche Energieverbrauch bei 115 W liegt. Das Instrument besteht aus einem Sender, einem Empfangssystem und dem Matching Network. Als Empfänger wird eine ausfahrbare Dipolantenne mit einer Länge von 16 m verwendet. Diese soll während des Betriebs parallel zum Boden ausgerichtet sein, wobei maximal ein Ausrichtungsfehler von ±5 Grad bestehen darf. Aufgrund der Plasmaoszillation der Ionosphäre, deren Grenzfrequenz auf der Tagseite 2–7 MHz und auf der Nachtseite 1 MHz beträgt, sollen die Messungen nachts stattfinden. Weiterhin sollte sich die Sonde selbst im Schatten befinden, um das Rauschen der Sonnenstrahlung zu minimieren. Das Instrument verfügt über zwei Beobachtungsmodi. Der High-Density-Modus soll für mehr als 10 % der Venusoberfläche eingesetzt werden, während der Low-Density-Modus über 65 % der Oberfläche abdecken soll und mit einer geringeren Beobachtungsdichte und verlustreicherer Datenkompression arbeitet. Es wird geschätzt, dass während der Mission etwa 17 Tbits an Daten gesammelt werden.

### Venus Spectrometer
Das Venus Spectrometer (VenSpec, deutsch etwa „Venus-Spektrometer“) besteht aus drei verschiedenen Instrumenten, die unabhängig voneinander arbeiten und sich gegenseitig ergänzen. VenSpec soll Ergebnisse zum derzeitigen Zustand der Venus und ihrer Entwicklung liefern sowie nach vulkanischer Aktivität auf dem Planeten suchen, indem es spektrale, thermische und kompositorische Merkmale untersucht und eine Karte der Oberflächenzusammensetzung erstellt. Die Teilinstrumente wurden von einem Team bestehend aus Mitgliedern des Instituts für Planetenforschung (DLR), BIRA-IASB und LATMOS entwickelt, um Ressourcen zu sparen. Die Kontrolleinheit des Venus Spectrometer wird Central Control Unit (VenSpec-CCU) genannt und besteht aus der Data Handling Unit (DHU) und der Power Supply Unit (PSU). Sie wird unter der Leitung des DLR entwickelt.

#### Venus Spectroscopy Mapper

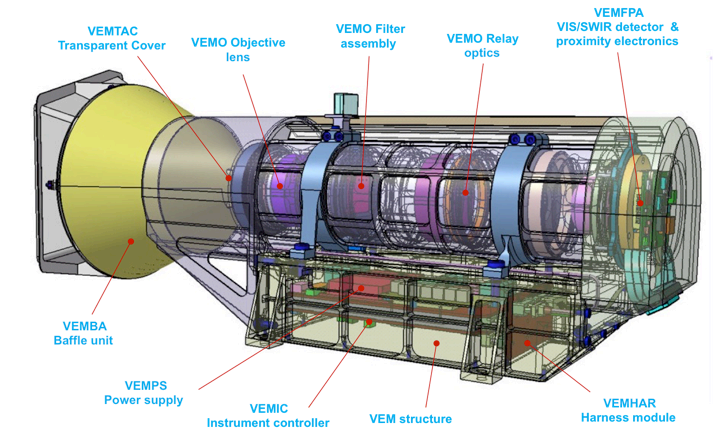
Aufbau von VenSpec-M/VEM

Venus Spectroscopy Mapper (VenSpec-M, deutsch etwa „Venus-Spektroskopie-Kartierer“) ist ein Instrument zur spektroskopischen Untersuchung der Venusoberfläche. Es soll Messungen zur thermischen Strahlung der Oberfläche vornehmen, um die vulkanische Aktivität zu untersuchen und die Oberflächenzusammensetzung. VenSpec-M basiert auf dem Instrument VIRTIS an Bord von Venus Express. Im Vergleich zu VIRTIS soll VenSpec-M mehr als 60 % der Venusoberfläche untersuchen und eine breitere spektrale Abdeckung liefern. Dabei wird es auf das digitale Höhenmodell von VenSAR zurückgreifen. Daneben soll das Instrument auch Daten zur Höhen- und Größenverteilung der Wolkenpartikel sowie Schwankungen der Wasserdampfmenge in unteren Atmosphäre. VenSpec-M ist unter dem Namen Venus Emissivity Mapper auch Teil von Veritas. Das Instrument wird vom Institut für Planetenforschung des Deutschen Zentrums für Luft- und Raumfahrt entwickelt. Wissenschaftlicher Leiter des Projekts ist Jörn Helbert. VenSpec-M nutzt ein multispektrales Bildgebungssystem mit Pushbroom-Technik, das die Emissionen der Venusoberfläche- und Atmosphäre innerhalb von 14 atmosphärischen Fenstern im Nahinfrarotbereich mit einer Wellenlänge von 0,86 bis 1,18 µm misst. Dabei sind sechs Spektralbänder für die Untersuchung der Oberfläche und acht für den atmosphärischen Wasserdampfgehalt, Wolkenphysik und Streulicht. Letztere acht werden dafür benötigt, die atmosphärischen Einflüsse auf die Oberflächendaten zu korrigieren. Auf ein telezentrisches Objektiv folgt eine Filteranordnung, von der das Bild von einem dreilinsigen Objektiv auf den InGaAs-Detektor übertragen wird. Bei einer Höhe von 250 km und einem Sichtfeld von 45° ergibt sich so eine Schwadbreite von 207 km. Das Instrument wiegt, die Antenne nicht mit eingeschlossen, 12,8 kg.

#### Venus Spectroscopy High Resolution
Venus Spectroscopy High Resolution (VenSpec-H, deutsch etwa „Venus-Spektroskopie mit hoher Auflösung“) ist ein Infrarotspektrometer und soll die oberflächennahe Atmosphäre auf der Nachtseite sowie die Atmosphäre oberhalb der Wolkendecke auf der Tagseite der Venus kartieren. Besonderer Fokus wird dabei auf Gase gelegt, die im Zusammenhang mit Vulkanismus und anderen Oberflächenveränderungen stehen. Dabei wird es vor allem die Gase SO2, COS, CO, H2O und HDO in der unteren Atmosphäre untersuchen. Das Instrument besteht aus einem Gitterspektrometer mit Echellegitter und einem HgCdTe-Infrarotdetektor für den Spektralbereich von 1,0 bis 2,5 μm. Das Instrument arbeitet in vier verschiedenen Spektralbereichen: Band 1 (1,16 bis 1,18 µm), Band 2 (2,34 bis 2,48 µm), Band 3 (1,72 bis 1,75 µm) und Band 4 (1,37 bis 1,39 µm). Band 1, 2 und 3 werden auf der Nachtseite eingesetzt, während auf der Tagseite 2 und 4 zum Einsatz kommen. Entwickelt wird das Instrument vom Belgischen Institut für Weltraum-Aeronomie (BIRA-IASB) mit Ann Carine Vandaele als leitende Wissenschaftlerin. Es basiert auf dem NOMAD-Instrument des ExoMars Trace Gas Orbiter und besteht aus der Cold Section mit dem Spektrometer, einer wärmeren Platte, die ein Filterrad und den Detektor trägt, sowie einer Elektronikeinheit. Das kalte System wird auf −45° gekühlt, während der wärmere Teil eine Temperatur von etwa 0 bis −10 °C hat. VenSpec-H ist annähernd in Nadir-Richtung ausgerichtet und kann die Häufigkeit von H2O, HDO, CO und SO2 mit einer Genauigkeit von jeweils 3 %, 5 %, 1,5 % und 1 % bestimmen.

#### Venus Spectroscopy Ultraviolet
Venus Spectroscopy Ultraviolet (VenSpec-U, deutsch etwa „Venus-Spektroskopie Ultraviolett“) soll die Auswirkungen von geologischen Aktivitäten auf die Atmosphäre untersuchen. Weiterhin soll VenSpec-U den Zusammenhang zwischen Vulkanismus auf der Venus und Schwankungen der mesosphärischen Gase sowie der Varianz an Wolken und Feinstaub. Dafür misst das Instrument die Häufigkeit von schwefelhaltigen vulkanischen Gasen in der Wolkendecke und UV-Kontraste durch spektrale Analyse des rückgestreuten Sonnenlichts. VenSpec-U verfügt über zwei Kanäle zur spektralen Untersuchung. Ein Kanal mit niedriger Auflösung im Bereich von 190 bis 380 nm und einen Kanal mit hoher Auflösung von 190 bis 240 nm. Beide Kanäle bestehen aus einer Blende, einem Objektiv bestehend aus zwei Linsen und einer weiteren Blende sowie einem Spektrometer. Die Kanäle sind parallel angeordnet und verfügen über das gleiche momentane Sichtfeld, was die gleichzeitige Beobachtung desselben Ziels ermöglicht. Die beiden Bilder werden auf einem gemeinsamen CMOS-Sensor mit rückwärtiger Belichtung abgebildet. VenSpec-U basiert unter anderem auf PHEBUS an Bord von BepiColombo und SPICAV-UV an Bord von Venus Express. Diese wurden – wie VenSpec-U auch – vom französischen Laboratoire Atmosphères, Milieux, Observations Spatiales entwickelt. Für dieses Instrument ist Emmanuel Marcq der wissenschaftliche Leiter. VenSpec-U wiegt 6,8 kg und soll pro Umlauf etwa 936 Mbit an Daten sammeln.

### Radio Science Experiment
Das Radio Science Experiment (RSE, deutsch etwa „Radiowissenschaftliches Experiment“) besteht aus dem Gravity Experiment und dem Radio-Occultation Experiment. Ersteres soll das Gravitationsfeld der Venus kartieren und so Rückschlüsse auf die innere Struktur der Venus ermöglichen. Das Experiment wird mithilfe eines X-Band-Uplink und einem Dual-X-Ka-Band-Downlink durchgeführt, durch die die Sonde mit einer Erdfunkstelle in Kontakt steht. Durch den Doppler-Effekt, der beim Senden der Signale auftritt, lassen sich Geschwindigkeitsänderungen der Sonde feststellen und somit die Flugbahn rekonstruieren. Damit gemessene Bahnstörungen können Rückschlüsse auf das Schwerefeld der Venus liefern. An Bord der Sonde befindet sich zur Datenübertragung ein Transponder und eine Antenne. Mit dem Radio-Occultation Experiment soll die Temperaturstruktur der Venusatmosphäre in einer Höhe von 90 bis 35 km sowie das Vorkommen von Schwefelsäure untersuchen. Dafür wird bei der Radio-Okkultation ein durch die Venusatmosphäre gesandtes Radiosignal von einer Bodenstation auf der Erde empfangen. Durch die Verschiebung der Frequenz des Signals lässt sich die Temperatur ermitteln. Weiterhin werden die Radiowellen teilweise durch die Wolken absorbiert, woraus sich die Häufigkeit von Schwefelsäure bestimmen lässt. Für dieses Experiment soll die Sonde mit einem Ultra-Stable Oscillator (deutsch etwa „Ultrastabiler Oszillator“) ausgestattet werden, der eine Allan-Deviation von weniger als 10–12 im Zeitraum von 1 bis 1000 s aufweist. Entwickelt wird das Instrument von dem Laboratoire de Planétologie et Géodynamique der Universität Nantes unter der Leitung von Caroline Dumoulin.